# Eaux transfrontalières
Les eaux transfrontalières consistent en les aquifères et bassins lacustres et fluviaux partagés par deux pays ou plus.
- 263 bassins transfrontaliers de lacs et de rivières couvrent presque la moitié de la surface de la Terre. 145 États ont un territoire dans ces bassins et 30 pays y sont entièrement rattachés[1].
- 118 pays ont un fleuve s’écoulant sur leur territoire en provenance de pays en amont[2].
  - 7 se trouvent sur l'Amazone[2];
  - 8 se trouvent sur le Mékong[2];
  - 19 se trouvent sur le Danube[2];
  - 11 se trouvent sur le Nil[2];
- 276 fleuves sont transfrontaliers[2];
- 300 aquifères transfrontaliers, desservant les 2 milliards de personnes qui dépendent des eaux souterraines[1],[2].

Enfin:
- 24 pays (sauf les îles) ne dépendent que des précipitations pour leur approvisionnement en eau douce[2];
- 27 pays n'ont pas d'eaux s'évacuant en aval dans d'autres pays[2];
- Koweït est le seul pays n'ayant aucune ressource en eau douce généré à l'intérieur du pays[2].

Depuis 1948, il y a eu 37 incidents de conflit aigu concernant l'eau, tandis qu'environ 295 accords internationaux relatifs à l'eau ont été négociés et signés au cours de la même période. L’approvisionnement en eau transfrontière appauvri et dégradé est susceptible de provoquer des troubles sociaux et déclencher des conflits à l’intérieur des pays et entre les pays. Pour faire face aux impacts du changement climatique et aux exigences d'augmentation des populations et de la croissance économique, une approche supranationale et intégrée de la gestion des ressources en eau transfrontalières basée sur des cadres juridiques et institutionnels et des bénéfices et des coûts partagés est requis.

## Organismes
- La Commission mixte internationale est une organisation canado-américaine dont la fonction est la gestion judicieuse de ces eaux limitrophes (eaux transfrontalières) entre les deux pays, notamment les Grands Lacs[3].
- Le Transboundary waters assessment programme (TWAP) est un programme du Fonds pour l'environnement mondial[4]
- UNESCO International Hydrological Programme (en) (IHP)
- International Network of Basin Organizations (INBO)
- International Shared Aquifer Resource Management project
- International Water Boundary Commission (US Section) entre le Mexique et les États-Unis
- Institut international de gestion de l'eau (International Water Management Institute – IWMI)
- IUCN Water and Nature Initiative (WANI)